# Der Spaziergang vor dem Abendessen
Der Spaziergang vor dem Abendessen (italienisch: „La passeggiata prima di cena“) ist der Titel einer 1953 publizierten Erzählung Giorgio Bassanis. Sie handelt von der Beziehungs- und Ehegeschichte des jüdischen Arztes Elia Corcos und der katholischen Bauerntochter Gemma Brondi, die von ihren Verwandten und der Ferrareser Gesellschaft als Mesalliance bewertet wird. Als die Krankenschwester Gemma schwanger wird, heiratet Elia sie trotz der sozialen Unterschiede und anfänglicher Bedenken, dass dies eine Beeinträchtigung seiner Karriere und seiner Position in der Gesellschaft sein könnte. Die deutsche Übersetzung von Herbert Schlüter erschien 1964.

## Inhalt
Der Erzählung ist als Motto ein Zitat von Henry James über die Schwierigkeit, die Vergangenheit zu beschreiben, vorangestellt.

### Verlobung
An einem Frühlingsabend 1888, es ist die Stunde vor dem Abendessen, spricht der Arzt des städtischen Krankenhauses Elia Corcos die Krankenschwester Gemma Brondi in der Hauptstraße Ferraras an, fragt sie, ob er sie begleiten dürfe, und versucht sie auf ihrem Heimweg in ein Gespräch zu ziehen (Kap. 1). Gemma wohnt mit ihrer Bauernfamilie in einem Gutshaus am Stadtwall. Diese Begleitung wiederholt sich in der nächsten Zeit bis in den Sommer hinein. Gemmas ältere Schwester Luisa beobachtet jeweils die Ankunft der beiden von ihrem Fenster im oberen Stock aus und bespricht sie mit ihrer Mutter Letizia auf ihren Wegen zur Abendandacht in der Kirche (Kap. 2). Sie registriert genau das Aussehen und die Kleidung mit den Accessoires (goldene Uhr usw.) eines feinen Herrn und macht sich gleichermaßen entzückt wie entrüstet Gedanken über den Charakter dieser Beziehung. „Seine Absichten waren ganz klar! […] War es denn denkbar, dass Gemma sich nicht der Gefahr bewusst wurde, in der sie sich befand?“ Ihre Befürchtungen scheinen sich zu bestätigen, als sie an einem Augustabend die Entscheidungssituation beobachtet: Beim Abschied vor dem Haus sieht sie Gemma mit steifer Haltung und niedergeschlagenen, tränenden Augen. Corcos geht nach dem Gespräch über die Straße, kehrt dann um, küsst Gemma und geht mit ihr ins Haus, um mit ihren Eltern über die Heirat zu sprechen (Kap. 3). Aus einer späteren Bemerkung des Erzählers geht hervor, dass Gemma schwanger ist: das „Ergebnis der einsamen Stunden des Nachtdienstes im Krankenhaus zusammen mit einem begeisterungsfähigen jungen Mädchen“. Die Familie tritt dem Mediziner gegenüber gehemmt auf, denn sie weiß, dass er, trotz bescheidener Herkunft, einer anderen Gesellschaftsschicht, nicht katholisch landwirtschaftlich, sondern jüdisch städtisch, angehört und als Akademiker Heirats- und Aufstiegsmöglichkeiten ins Großbürgertum hätte. So wird die Situation auch von der Gesellschaft eingeschätzt und man meint, er sei in eine Falle gegangen und die Frau aus niederem Stand könnte seiner Karriere schaden. Doch Corcos gewährt niemandem Einblick in sein Privatleben. Gemma wäre die einzige, die Auskunft geben könnte, und ihre Schwester Luisa hat in ihrer einfühlsamen Beobachtungsgabe so ihre Vermutungen. Zur Frage nach den Motiven des jungen Arztes erklärt der Erzähler, dass Corcos sich vielleicht in der Falle fangen lassen wollte, dass es ihm nicht darum ging, mit der Verlobung „die Folgen eines jugendlichen Irrtums [wiedergutzumachen]“, sondern dass diese Ehe zu „einer genauen Berechnung und einem ganz klaren Plan“ seines Lebens als Provinzarzt passte. Er erkannte nämlich in Gemma die bodenständige und tatkräftige Hausfrau und begabte Köchin, die ihm den Haushalt führen und ihm den Rücken für seine Studien, seine eigentliche Mission, frei halten würde. Vielleicht, fragt sich der Erzähler, war das ein glatterer und leichterer Weg als eine Karriere in Bologna.

### Haus in der Via Ghiara
Nach der Heirat leben Elia und Gemma über zehn Jahre in der Wohnung seines Vaters, des Getreidehändlers Salomon Corcos, im Ghetto und bekommen zwei Söhne: Jacopo und Ruben. Corcos etabliert sich als Facharzt für Chirurgie und kauft ein Haus in der Via Ghiara mit großem Garten (Kap. 4). Wenn die Verwandten das Paar besuchen, betreten sie das Grundstück von zwei Seiten: Die Brondis kommen von der Landseite. Hier sieht das Gebäude wie ein Gutshaus mit Dreschplatz, Hühnern, Gemüse- und Obstgarten aus. Gemmas Vater und ihre Brüder helfen im Garten, hacken Holz und lassen sich im Schuppen bewirten, nicht im Haus. Die Corcos betreten die dreistöckige, aus rotem Stein gebaute Villa dagegen durch das Hauptportal von der Stadtseite aus. Der äußeren entspricht die innere Zweiteilung: ländliche Küche, bürgerlicher Salon. Gemma verwaltet als „Signora Corcos“ selbstbewusst, mit dem großen Schlüsselbund für Kredenzen und Schränke am Gürtel, den Haushalt. In der Riesenküche, „in der es wimmelt[-] von Dienstmädchen, Krankenschwestern, Nachbarinnen, armen und reichen Verwandten, Kindern und Erwachsenen, die oft laut miteinander [streiten]“, […] ist sie auch „in ihren plötzlichen, heftigen Ausbrüchen plebejischen Zorns die beherrschende Gestalt.“ Wie Gemma die Bauerntochter bleibt und die dicken Bücher des Arztes verächtlich als „Wälzer“ bezeichnet, so verleugnet auch Elia seinen Ursprung nicht und hält sich an rituelle Gewohnheiten wie die Beschneidung bei den Söhnen und die Bestattung seines Vaters. Aber er zahlt als Wissenschaftler und Positivist keine Kirchensteuer, weil er, wie er sagt, keinen Glauben habe, und damit unterscheidet er sich von Gemma, die unter der nichtkatholischen Ehe leidet (Kap. 4).
Beruflich ist Crocos sehr erfolgreich. Bereits nach zehn Jahren gilt er als genialer Kliniker, als Begabung mit Scharfsinn für den Aufstieg nach Bologna, als überlegener Geist, leider mit unbedeutender Gattin. 40 Jahre lang ist er Chefarzt des Städtischen Krankenhauses, Leibarzt der Herzogin Costabili, die er für ein horrendes Honorar nach dem frühen Tod ihres Gatten im Sommer auf ihren Kurreisen durch Europa, Gerüchten zufolge nicht nur als Arzt, begleitet. Im Herbst findet er sich wieder, vom „großen unwiderstehlichen Heimweh getrieben“ in der Küche ein, doch Gemma würdigt bei seiner Rückkehr nicht die mitgebrachten teuren Geschenke. Corcos hat ihre Fotografie in Lebensgröße beim Einzug in die Villa im Salon aufgehängt und der Erzähler bemerkt dazu: „[E]s tat weh, dieses Porträt zu betrachten - so viel Groll und Bitterkeit sprachen aus den schlichten, bäuerlichen Zügen.“ 1925 wird Gemma krebskrank. Vor ihrem Tod 1926 heiratet Elia sie, in Anerkennung ihrer „unleugbaren Tugenden als Mutter und Gattin“, auch nach dem katholischen Ritus, um ihr das Sterben zu erleichtern, zumal sie es nur schwer verwinden konnte, dass ihr 1904 an Meningitis verstorbener Sohn Ruben nicht katholisch beerdigt wurde.

### Luisas Erinnerungen
Von allen Verwandten hat nur Luisa, die nach dem Tod der Schwester die Haushälterin ihres Schwagers wird, einen fragmentarischen Einblick in die unzugängliche Persönlichkeit Corcos. Sie begleitet durch ihre sonntäglichen Besuche Jahr um Jahr die Ehe ihrer Schwester (Kap. 5) und fragt sich jedes Mal, wenn sie sich in Elias’ Haus fremd fühlt: „Warum komme ich immer wieder?“ Ihre eigene Familie bleibt immer im landwirtschaftlichen Teil des Anwesens, von den Corcos wird sie mit Ausnahme des sie freundlich behandelnden alten Garibaldi-Anhängers Salomon ignoriert. Wenn sie die verschiedenartigen Dinge im Haus und die unterschiedlichen Familien betrachtet, denkt sie, es dauere lange Zeit, bis die Brondis und die verschlossenen und hochmütigen Corcos ihre Harmonie und ihren Frieden finden würden. „Vielleicht [gelingt] es allein der Zeit mit ihrer leichten, unmerklichen Zärtlichkeit, mit ihrem dünnen Nebelschleier, am Ende das Wunder zu vollbringen!“
In ihrer Erinnerung an diese Zeit (Kap. 5 und 6) meint Luisa, den Schwager in der großen Küche zu sehen, „wie immer an seinem Arbeitstisch sitzend, taub für jede Stimme, die ihn von seinen Gedanken abzulenken suchte, wie eingeschlossen in seine undurchdringliche Einsamkeit.“ Auch Gemma konnte offenbar nicht „den Ring der Reserviertheit […] sprengen, mit dem sich Elia vor jeder Zudringlichkeit schützte.“
Nach der Deportation Elias‘ 1943 denkt Luisa, im Dunkeln sitzend, in Ruhe über sich, Elia und Gemma nach (Kap. 6): Sie weiß, dass Liebe etwas „Grausames und Entsetzliches“ war, „dem man von weitem zusah – oder wovon man mit geschlossenen Augen träumte. Und gewiss war das Gefühl, das sie von Jugend auf für Elia empfunden hatte, nicht Liebe und nicht einmal Sehnsucht nach Liebe oder der Neid auf sie, aber es war doch eine nie nachlassende, schicksalhafte und unentbehrliche Gegenwart. Dieses Gefühl war nie froh und freudig gewesen [...].“ Denn immer wenn sie die Küche betrat, las Elia im Eckfenster in seinen Büchern und schien nichts um sich herum wahrzunehmen, „aber in Wahrheit entging seinen schwarzen, stechenden, forschenden Augen nichts, was überhaupt bemerkenswert war. […] Elia, Elia! Nichts konnte seinen Blicken entgehen! Und doch schien er nichts zu sehen… […] Die Wissenschaft. Lag da nicht seine Mission? […] arme Gemma! Als ob er […] alle Menschen und Dinge immer nur so gesehen hätte: von oben und gleichsam außerhalb der Zeit stehend.“

## Bassanis Ferrara-Erzählungen
Um Bassanis „Die Gärten der Finzi-Contini“ gruppiert sich eine Reihe „Ferrareser Geschichten“, deren Handlungen jeweils von den 1920er bis in die 1940er Jahre spielen. Sie werden entweder von einer der Figuren, dem Sohn einer großbürgerlichen jüdischen Familie, oder einem anonymen Erzähler und Beobachter der Ferrara-Szene vorgetragen.
In den meisten Ferrareser Erzählungen sind einzelne Figuren miteinander vernetzt, so auch im „Spaziergang“. Doktor Elia Corcos wird im Roman „Die Gärten der Finzi-Contini“ als Hausarzt der Familie Finzi-Contini erwähnt, z. B. bei der Behandlung des erstgeborenen Sohnes Guido, der 1914 stirbt. Der Rabbiner Dr. Levi ist in beiden Werken eine Nebenfigur.
Elia Corcos ist mit den jüdischen Familien Josz und Tabez verwandt. Der in den „Finzi-Contini“ mehrmals erwähnte Rechtsanwalt Geremia Tabet, Ritter vom Heiligen Grab und Freund des Segretario Federale ist der Onkel des in der Erzählung „Eine Gedenktafel in der Via Mazzini“ aus Buchenwald zurückgekehrten Geo Josz. Die Familie Josz und der 90-jährige Elia Corcos gehören zu den 183 jüdischen Mitbürgern, die 1943 über Fossoli nach Deutschland deportiert wurden.
Thematisch vergleichen kann man den „Spaziergang vor dem Abendessen“ mit „Lida Mantovani“. Erzählt wird jeweils die Liebesbeziehung zwischen Menschen aus verschiedenen sozialen Schichten und, als Folge davon, die Situation der schwangeren Frau. Lida und Gemma arbeiten als Näherin bzw. Krankenschwester. Ihre Liebhaber David und Elia haben durch ihr Studium die Möglichkeit, Karriere zu machen und sich im Großbürgertum zu verheiraten. Im Gegensatz zu David entscheidet sich Elia für eine von der Ferrareser Gesellschaft und Corcos Familie als Mesalliance bewertete Ehe.

## Form
Im „Spaziergang“ bleibt der Erzähler anonym, er könnte jedoch denselben Erlebnishorizont des 1916 geborenen Autors haben: Da die Corcos-Handlung ihren Schwerpunkt vor 1925 hat, stützt sich der Erzähler auf Ansichtskarten von der Hauptstraße und Fotografien der Hauptpersonen Elia und Gemma Corcos und versucht, die polyperspektivische Beobachtungen der Nachbarn und der Ferrareser Gesellschaft sowie deren Vermutungen über die Ehe miteinander zu verbinden. Luisa Brondi ist seine Hauptzeugin und auf sie bezieht sich der Erzähler im Wesentlichen bei seiner Schilderung. Sie hat die fast vierzigjährige Beziehung und Ehe Gemmas und Elias begleitet und, nach dem Tod der Schwester, sich 18 Jahre als Haushälterin ein Bild machen können, das jedoch letztlich wegen der Verschlossenheit des Schwagers fragmentarisch bleibt.